# جمی (نرم‌افزار)
جمی (که قبلاً GNU Ring و SFLphone نامیده می‌شد) یک تلفن نرم‌افزاری و پیام‌رسان فوری سازگار با پروتکل سیپ برای لینوکس، مایکروسافت ویندوز، مک‌اواس، آی‌اواس و اندروید است که توسط شرکت کانادایی Savoir-faire Linux و با کمک جامعه جهانی کاربران و توسعه‌دهندگان پشتیبانی می‌شود. جمی خود را به عنوان یک جایگزین بالقوه رایگان اسکایپ می‌داند.
جمی یک نرم‌افزار آزاد و منبع باز است که تحت مجوز عمومی GNU منتشر می‌شود. در نوامبر ۲۰۱۶، بخشی از پروژه گنو شد.
بسته‌های نصب جمی، برای کلیه توزیع‌های عمده لینوکس از جمله دبیان، فدورا و اوبونتو، به همراه نسخه‌های جداگانه گنوم و کی‌دی‌ای در دسترس هستند. مستندات در ویکی ویکی حلقه Tulap موجود است.
در ۱۸ دسامبر ۲۰۱۸، رینگ به جمی تغییر نام داد.

## طراحی
جمی مبتنی بر یک مدل MVC است، یک Daemon (لایه مدل) که با کارخواه (لایه نما) ارتباط برقرار می‌کند. Daemon تمام پردازش‌ها را (از جمله لایه ارتباطی (SIP/IAX)، ضبط صدا و پخش و غیره را کنترل می‌کند. مشتری یک رابط کاربری گرافیکی است. D-Bus می‌تواند به عنوان کنترل‌کننده امکان برقراری ارتباط بین مشتری و Daemon عمل کند.